# 小行星49109
小行星49109（49109 Agnesraab）是一颗绕太阳运转的小行星，为主小行星带小行星。该小行星于1998年9月18日发现。
該小行星以奧地利業餘天文學家艾格尼絲·拉布（Agnes Raab）命名。

## 轨道参数
小行星49109的轨道半长轴为2.5602209 UA，离心率为0.172。